# Stephen Fry: The Secret Life of the Manic Depressive
Stephen Fry: The Secret Life of the Manic Depressive (Brasil: A Vida Secreta do Maníaco Depressivo ) é um documentário britânico de 2006 dirigido por Ross Wilson. Stephen Fry explora o mundo da psicose maníaco-depressiva, uma doença mental que afeta até 4 milhões de pessoas no Reino Unido, incluindo o próprio.

## Sinopse
Stephen Fry foi diagnosticado com transtorno afetivo bipolar (TAB) aos trinta e sete anos de idade, neste documentário da BBC ele conta sobre seus questionamentos e respostas sobre a doença, ao longo do seu trajeto pessoal ele entrevista outros artistas que sofrem de TAB ou depressão (unipolar).

## Elenco
- Stephen Fry ... Ele mesmo
- Andy Behrman ... Ele mesmo
- Jo Brand ... Ela mesma
- Jo Crocker ... Ele mesmo
- Richard Dreyfuss ... Ele mesmo
- Carrie Fisher ... Ela mesma
- Griff Rhys Jones ... Ele mesmo
- Tony Slattery ... Ele mesmo
- Rick Stein ... Ele mesmo
- Robbie Williams ... Ele mesmo

## Prêmios
| Ano  | Prêmio             | Categoria           | Resultado |
| ---- | ------------------ | ------------------- | --------- |
| 2007 | BAFTA Awards       | Melhor documentário | Indicado  |
| 2007 | Emmy Internacional | Melhor documentário | Venceu    |